# Tillandsia umbellata
Tillandsia umbellata är en gräsväxtart som beskrevs av Éduard-François André. Tillandsia umbellata ingår i släktet Tillandsia och familjen Bromeliaceae. Inga underarter finns listade i Catalogue of Life.